# Zlatovce
Zlatovce jsou částí města Trenčín. Je zde mj. Dětský domov s areálem, tzv. Dětské městečko, který je od roku 2017 zapsán na ústředním seznamu národních kulturních památek Slovenské republiky.

## Historie
První písemná zmínka o Zlatovcích pochází z roku 1244. V roce 1952 byla k obci přičleněna obec Hanzlíková. V roce 1976 byla obec připojena k Trenčínu.

### Názvy od konce 18. století
1773 Zlatocz, Zlatowcze; 1786 Zlatócz, Zlatowcze; 1808 Zlatócz, Zlatowce; 1863 Zlatoc; 1873–1902 Zlatóc; 1907–1913 Vágaranyos; od roku 1920 Zlatovce.

## Osobnosti
- Ján Prháček (1915–1939), slovenský pilot